# 佐河ゆい
佐河 ゆい（さがわ ゆい、本名：佐河 祐唯、1988年4月2日 - ）は、日本のファッションモデル、女優。福島県いわき市出身。
2018年までアスタリスク所属、2019年よりフィット所属。

## 来歴
1988年、福島県いわき市で生まれる。20歳の時に『Happie Nutsオーディション』にてモデル部門グランプリを獲得し本格的にモデルとしてデビュー。雑誌への初掲載は『Happie Nuts』（インフォレスト）であった。以後、各誌にてモデルとして活躍している。
2010年以降、舞台、映画など女優業でも活動中。

## 人物
- 趣味はアニメ鑑賞。2021年よりゴルフ。一年以内に100切りを達成するほどハマっている。特技は変顔、ヘアメイク。洋服をリメイクするのが好き。
- 行動的で前向きな性格。体を動かすことがとにかく好きで、運動を行う際、筋肉痛になるまでやるのが好き。
- popteenで一緒だった白井美穂[1]や、川又静香[2]、武田静加[3]、佐藤あずみ[4]とも仲が良い。

## 主な出演

### 映画
- 荻野欣士郎監督作品『エドウィン・ドルードの記憶』〜変身クラブ特別編〜（2010年）主演
- 荻野欣士郎監督作品『福島さん』（2011年）福島さんの妹 役
- 荻野欣士郎監督作品『池島譚歌』（2013年）
- 北野武監督作品『アウトレイジ　最終章』（2017年）マイ役
- 穂科エミ初監督作品『笑えば』（2021年）リナ役

### 舞台
- E2公演『永遠はないと亀が言った』（2010年）情熱のオパール 役
- KINETIC ART TROUPE 第10回公演『本能の変 －喜・怒・哀・楽―』（2010年）清水薫 役
- よしもとクリエイティブ・エージェンシープロデュース ナルペクト第12回公演『噂のラブパワースポット!ラブチャペルで、クリスマスイブにラブソングを歌って、永遠のラブを手に入れよう。二泊三日那須塩原高原教会の旅』（2010年）竹本まなみ 役
- 劇団こゆび侍の標本 Vol.3『タルチュフ』（2011年）エルミール 役
- 劇団ゲンパビ番外公演『ヤマタカミ2/11』（2011年）みろく 役
- 劇団ゲンパビ#7『カゼマチ』（2012年）清水薫 役
- しまぁ〜ん共和国プロデュース発掘公演　オムニバス作品『ファインド・ハント』
- しまぁ〜ん共和国第3回本公演『真夜中のダンシング弱虫』泣き虫 役
- しまぁ〜ん共和国プレゼンツ　オムニバス作品『TEAM SHIMaaaN』べそ 役
- しまぁ〜ん共和国第5回本公演『ドメスティック初期微動』ユキ 役
- DisGooNieプレゼンツ vol.1 FromChesterCoperppot『Cornelia』セレン 役
- 劇団はぶ談戯『刺毛』根本江里奈 役
- 劇団骸骨ストリッパー『雷火』タマキ 役
- 舞台『昆虫戦士コンチュージャー2』須海津リリィ 役
- しまぁ〜ん共和国第9回本公演『刺すペンっす！』大阪/血祭幸恵 役、東京/さおり 役
- 劇団はぶ談戯『やわらかい扉』主演・愛鞠 役
- 劇団犬と串『ピクチャー・オブ・レジスタンス』スザク 役
- フジオモラル『アンチカンポー・オペレーション』カレン・コンプライアンス 役 （佐藤佐吉賞・優秀作品賞 他4部門受賞）
- 『PINK』過去の大家 役
- 『ドブ恋10』 5作品出演
- にゃんにゃんカムカム『浜辺の劇団』カスミ 役
- 劇団はぶ談戯『にじゅう』 第2話 セイコ 役
- 呑兵衛エンタメユニット　ちゃんぽん1盃目『つかれたら』ニイナ役（2人芝居）
- はぶ談戯 vol.24『JULIO-フリオ-』[5]

### TVドラマ
- 雲の階段 第5話（2013年5月、日本テレビ）セレブ大学生 役
- ダブルス〜二人の刑事〜 第1話（2013年5月、テレビ朝日）
- ショムニ2013 第8話（2013年9月、フジテレビ）浦川ナルミ部下 役
- ゆとりですがなにか（2016年4月、日本テレビ）カフェ店員 役（レギュラー）
- 奥様は、取り扱い注意 第9話（2017年11月、日本テレビ）寺西冬美 役
- イノセンス 冤罪弁護士 第2話 （2017年1月、日本テレビ）
- 駐在刑事 Season3 第1話（2022年1月14日、テレビ東京）
- かんばん猫 第1話（2022年2月22日、BSテレ東） - 姉川夕子（回想） 役
- ユーチューバーに娘はやらん! 第6話（2022年2月28日 、テレビ東京） - 神崎麗香 役

### TV
- 甘王の共感スクール　相談者「愛してるが言えないという女性」

### CM
- 花王 フレグランスニュービーズ（2013年）
- バンダイ GOD EATER2（2013年、webCM）
- e-bookjapan（2013年）カフェで号泣する女性 役
- ホットペッパービューティー（2014年、webCM）
- キリン『日本中が肩を組む』篇（2014年）
- 損保ジャパン（日本興亜）（2014年）カップル 役

### 雑誌
- S Cawaii!（2008年 - 、主婦の友社）
- Popteen（2009年 - 、角川春樹事務所）
- Happie Nuts（2008年、インフォレスト）
- JELLY（2009年、ぶんか社）
- PopSister（2010年 - 、角川春樹事務所）

### WEB
- 『TIM TIM』（2009年 - ）専属モデル
- 『Lamiu』（2010年）モデル
- 『LIZ LISA』（2010年 - ）モデル
- 『PEAK&PINE』（2010年 - ）モデル
- 『SPaakey』（2010年 - ）モデル
- 『MA＊RS』（2010年 - ）モデル
- 『熱中対策水』（2010年、赤穂化成株式会社）イメージモデル

### other
- 『Lamiu』（2010年）カタログモデル
- 『ヴィーナスコレクション』（2010年）ショーモデル
- club Prince『祭の神』PV出演
- yuishao LIVE『ゆるっと乾杯』（2018年）

### オーディション
- 『Happie Nutsオーディション』（2008年、インフォレスト）モデル部門グランプリ
- 『Reebok FLY GENERATION 2010』（2010年、Reebok）グランプリ